# Trichomma clavipes
Trichomma clavipes là một loài tò vò trong họ Ichneumonidae.